# 전미 여자 농구 협회
전미 여자 농구 협회(영어: Women's National Basketball Association, WNBA)는 미국의 여자 프로 농구 연맹이다. 
2025시즌 현재 13개 팀(2026시즌에는 토론토 템포와 포틀랜드 파이어, 2028시즌에는 클리블랜드 WNBA 팀, 2029시즌에는 디트로이트 WNBA 팀, 2030시즌에는 필라델피아 WNBA 팀의 참가할 예정으로 18팀이 된다.)으로 구성되어 있으며, 매년 6월 초에 개막해서 팀당 정규시즌 34경기를 뛰고, 8월 말 정도부터는 플레이오프에 돌입하여 9월 중순 정도에는 우승 팀이 가려진다. 
WNBA의 캐치프레이즈는 '나를 잘 지켜봐'(영어: Watch Me Work)이다.
WNBA 10개 팀(인디애나 피버 (인디아나 페이서스), 로스앤젤레스 스파크스 (로스앤젤레스 레이커스), 미네소타 링크스 (미네소타 팀버울브스), 뉴욕 리버티 (브루클린 네츠), 피닉스 머큐리 (피닉스 선스), 골든스테이트 발키리스 (골든스테이트 워리어스), 포틀랜드 파이어 (포틀랜드 트레일블레이저스), 클리블랜드 WNBA 팀 (클리블랜드 캐벌리어스), 디트로이트 WNBA 팀 (디트로이트 피스턴스), 필라델피아 WNBA 팀 (필라델피아 세븐티식서스),이 NBA팀과 같은 경기장에서 공유하고 있으면, 애틀랜타 드림, 시카고 스카이, 코네티컷 선, 댈러스 윙스, 라스베이거스 에이시즈, 시애틀 스톰, 워싱턴 미스틱스,  토론토 템포는 직접 NBA와 경기장을 공유하지 않지만 8개 팀 중 5개 팀(드림, 스카이, 윙스, 미스틱스, 템포)은 NBA와 연고지를 공유하고 2개 팀(미스틱스, 드림)은 NBA G리그 경기장에서 뛰고 있으며 시애틀 스톰은 창단 당시 NBA 팀인 시애틀 슈퍼소닉스와 경기장과 연고지를 공유했다. 애틀랜타 드림, 시카고 스카이, 코네티컷 선, 댈러스 윙스, 라스베이거스 에이스, 로스앤젤레스 스파크스, 시애틀 스톰, 토론토 템포, 포틀랜드 파이어는 모두 독립적으로 소유하고 있다.

## 역대 총재와 커미셔너
| 대수 | 이름          | 임기            | 비고          |
| ---- | ------------- | --------------- | ------------- |
| 1    | 발 애커먼     | 1997년 ~ 2005년 | 초대 총재     |
| 2    | 도나 오렌더   | 2005년 ~ 2010년 | 빈칸          |
| 3    | 로렐 리치     | 2010년 ~ 2016년 | 빈칸          |
| 4    | 리사 보더     | 2016년 ~ 2018년 | 마지막 총재   |
| 빈칸 | 마크 테이텀   | 2018년 ~ 2019년 | 임시 총재     |
| 5    | 캐시 잉글버트 | 2019년 ~ 현재   | 초대 커미셔너 |

## WNBA 팀
WNBA는 1997년 8개 팀으로 시작되었으며, 일련의 확장, 계약 및 이전을 통해 현재 12개 팀으로 구성되어 있다. WNBA 역사상 총 18개의 프랜차이즈가 있었다.
리그의 가장 최근인 2022년 시즌을 기준으로, 1997년에 설립된 프랜차이즈는 라스베이거스 에이시즈(유타 스타즈와 샌안토니오 실버스타스/샌안토니오 스타스의 후신), 로스앤젤레스 스파크스, 뉴욕 리버티, 피닉스 머큐리 뿐이다.
그리고 휴스턴 코메츠, 미네소타 링크스, 시애틀 스톰이 WNBA에서 4번의 최다 챔피언을 기록한 바 있다. 다음으로 3번의 챔피언을 차지한 댈러스 윙스, 로스앤젤레스 스파크스이고, 2번의 챔피언을 차지한 라스베이거스 에이시즈이고, 2024시즌 WNBA 챔피언은 뉴욕 리버티이다.
아래의 경기장은 2025년 리그의 다음 시즌에 사용될 것으로 예상되는 경기장을 반영한다.
- WNBA 확장의 진행

| 연도          | 팀수 | 비고                                                                    |
| ------------- | ---- | ----------------------------------------------------------------------- |
| 1997년        | 8팀  | 빈칸                                                                    |
| 1998년        | 10팀 | 1998년 워싱턴 미스틱스, 디트로이트 쇼크 창단함.                         |
| 1999년        | 12팀 | 1999년 미네소타 링크스, 올랜도 미러클 창단함.                           |
| 2000년~2002년 | 16팀 | 2000년 마이애미 솔, 포틀랜드 파이어, 인디애나 피버, 시애틀 스톰 창단함. |
| 2003년        | 14팀 | 2002시즌후 마이애미 솔, 포틀랜드 파이어 해체함.                         |
| 2004년~2005년 | 13팀 | 2003시즌후 클리블랜드 로커스 해체함.                                    |
| 2006년        | 14팀 | 2006년 시카고 스카이 창단함.                                            |
| 2007년        | 13팀 | 2006시즌후 샬럿 스팅 해체함.                                            |
| 2008년        | 14팀 | 2008년 애틀랜타 드림 창단함.                                            |
| 2009년        | 13팀 | 2008시즌후 휴스턴 코메츠 해체함.                                        |
| 2010년~2024년 | 12팀 | 2009시즌후 새크라멘토 모나크스 해체함.                                  |
| 2025년~현재   | 13팀 | 2025년 골든스테이트 발키리스 창단함.                                    |
| 2026년~2027년 | 15팀 | 2026년 토론토 템포, 포틀랜드 파이어 창단함.                             |
| 2028년        | 16팀 | 2028년 클리블랜드 WNBA 팀 창단함.                                       |
| 2029년        | 17팀 | 2029년 디트로이트 WNBA 팀 창단함.                                       |
| 2030년~미래   | 18팀 | 2030년 필라델피아 WNBA 팀 창단함.                                       |

| 구단명                | 연고지                    | 경기장                 | 수용인원      | 창단          |               |               |
| 동부 콘퍼런스         | 동부 콘퍼런스             | 동부 콘퍼런스          | 동부 콘퍼런스 | 동부 콘퍼런스 | 동부 콘퍼런스 | 동부 콘퍼런스 |
| --------------------- | ------------------------- | ---------------------- | ------------- | ------------- | ------------- | ------------- |
| 애틀랜타 드림         | 조지아주 칼리지파크       | 게이트웨이 센터 아레나 | 3,500명       | 2008년        |               |               |
| 시카고 스카이         | 일리노이주 시카고         | 윈트러스트 아레나      | 10,387명      | 2006년        |               |               |
| 코네티컷 선           | 코네티컷주 언캐스빌       | 모히건 선 아레나       | 9,518명       | 1999년        |               |               |
| 인디애나 피버         | 인디애나주 인디애나폴리스 | 게인브리지 필드하우스  | 18,165명      | 2000년        |               |               |
| 뉴욕 리버티           | 뉴욕주 브루클린           | 바클레이스 센터        | 17,732명      | 1997년        |               |               |
| 워싱턴 미스틱스       | 워싱턴 D.C.               | 케어퍼스트 아레나      | 4,200명       | 1998년        |               |               |
| 서부 콘퍼런스         |                           |                        |               |               |               |               |
| 댈러스 윙스           | 텍사스주 알링턴           | 칼리지 파크 센터       | 7,000명       | 1998년        |               |               |
| 골든스테이트 발키리스 | 캘리포니아주 샌프란시스코 | 체이스 센터            | 18,064명      | 2025년        |               |               |
| 라스베이거스 에이시즈 | 네바다주 패러다이스       | 미켈롭 울트라 아레나   | 12,000명      | 1997년        |               |               |
| 로스앤젤레스 스파크스 | 캘리포니아주 로스앤젤레스 | 크립토닷컴 아레나      | 19,060명      | 1997년        |               |               |
| 미네소타 링크스       | 미네소타주 미니애폴리스   | 타깃 센터              | 19,356명      | 1999년        |               |               |
| 피닉스 머큐리         | 애리조나주 피닉스         | PHX 아레나             | 18,422명      | 1997년        |               |               |
| 시애틀 스톰           | 워싱턴주 시애틀           | 클라이멋 플레지 아레나 | 18,100명      | 2000년        |               |               |

### 신생팀
| 팀                 | 연고지                    | 경기장                      | 수용인원 | 리그 참가 |
| ------------------ | ------------------------- | --------------------------- | -------- | --------- |
| 토론토 템포        | 온타리오주 토론토         | 코카콜라 콜리시엄           | 8,500명  | 2026년    |
| 포틀랜드 파이어    | 오리건주 포틀랜드         | 모다 센터                   | 19,393명 | 2026년    |
| 클리블랜드 WNBA 팀 | 오하이오주 클리블랜드     | 로키 아레나                 | 19,432명 | 2028년    |
| 디트로이트 WNBA 팀 | 미시간주 디트로이트       | 리틀시저스 아레나           | 20,332명 | 2029년    |
| 필라델피아 WNBA 팀 | 펜실베이니아주 필라델피아 | 뉴 사우스 필라델피아 아레나 | 19,393명 | 2030년    |

## 사라진 팀
| 팀                                      | 연고지                  | 콘퍼런스 | 경기장                                  | 수용인원                  | 리그 참가기간 | 비고                            |
| --------------------------------------- | ----------------------- | -------- | --------------------------------------- | ------------------------- | ------------- | ------------------------------- |
| 디트로이트 쇼크                         | 미시간주 오번 힐스      | 동부     | 더 팰리스 오브 오번 힐스                | 21,231명                  | 1998년~2009년 | 댈러스 윙스의 전신임.           |
| 털사 쇼크                               | 오클라호마주 털사       | 서부     | BOK 센터                                | 17,839명                  | 2010년~2015년 | 댈러스 윙스의 전신임.           |
| 올랜도 미러클                           | 플로리다주 올랜도       | 동부     | TD 워터하우스센터                       | 17,248명                  | 1999년~2002년 | 코네티컷 선의 전신임.           |
| 유타 스타즈                             | 유타주 솔트레이크시티   | 서부     | 델타 센터                               | 19,911명                  | 1997년~2002년 | 라스베이거스 에이시즈의 전신임. |
| 샌안토니오 실버스타스/샌안토니오 스타스 | 텍사스주 샌안토니오     | 서부     | AT&T 센터 프리먼 콜리시엄               | 18,581명 9,800명          | 2003년~2017년 | 라스베이거스 에이시즈의 전신임. |
| 포틀랜드 파이어                         | 오리건주 포틀랜드       | 서부     | 로즈 가든                               | 19,980명                  | 2000년~2002년 | 빈칸                            |
| 새크라멘토 모나크스                     | 캘리포니아주 새크라멘토 | 서부     | 아코 아레나                             | 17,317명                  | 1997년~2009년 | 빈칸                            |
| 샬럿 스팅                               | 노스캐롤라이나주 샬럿   | 동부     | 샬럿 콜리시엄 샬럿 밥캐츠 아레나        | 20,042명 19,077명         | 1997년~2006년 | 빈칸                            |
| 클리블랜드 로커스                       | 오하이오주 클리블랜드   | 동부     | 건드 아레나                             | 20,562명                  | 1997년~2003년 | 빈칸                            |
| 휴스턴 코메츠                           | 텍사스주 휴스턴         | 서부     | 컴팩 센터 도요타 센터 릴라이언트 아레나 | 16,285명 18,055명 8,000명 | 1997년~2008년 | 빈칸                            |
| 마이애미 솔                             | 플로리다주 마이애미     | 동부     | 아메리칸 에어라인스 아레나              | 19,600명                  | 2000년~2002년 | 빈칸                            |

## 커미셔너스컵
WNBA 커미셔너스컵은 원래 2020시즌부터 시작할 예정이었으나 코로나-19 범유행으로 인해 WNBA 커미셔너스컵은 2021시즌부터 시작되었다.

## WNBA 파이널
동부 콘퍼런스 우승 팀과 서부 콘퍼런스 우승 팀이 최종 챔피언을 가리기 위해 5전 3승제로 파이널 시리즈가 시작되면, 시즌 승률이 높은 팀이 1,2,5차전의 홈경기로 하고, 낮은 팀이 3,4차전의 홈경기로 한다. 1997년은 단판승부제였고, 1998년부터 2000년까지는 3전 2승제였다가, 2001년부터 2024년까지는 5전 3승제였다가 2025년부터 7전 4승제로 변경되었다. 파이널 MVP는 1997년부터 시상하였고, 초대 MVP는 휴스턴 코메츠의 신시아 쿠퍼이다.

## WNBA 올스타 게임
최초의 WNBA 올스타전은 1999년 7월 14일 매디슨 스퀘어 가든에 개최었다.
그러나 2004년 아테네 올림픽과 2010년 시범경기로 미국 여자 농구 국가 대표팀과 WNBA팀으로 개최되었고, 2008년 베이징 올림픽과 2012년 런던 올림픽 그리고 2016년 리우데자네이루 올림픽, 2020년 도쿄 올림픽 때문에 열리지 않았다.

## WNBA의 상 목록
매 시즌이 끝나면 시즌 최우수선수상(Most Valuable Player Award), 우수후보선수상(Sixth Woman of the Year Award), 신인상(NBA Rookie of the Year Award), 기량발전상(Most Improved Player Award), 수비선수상(Defensive Player of the Year Award), 코치상(Coach of the Year Award) 등을 수여한다.

## 올림픽 기간 시즌
4년마다 열리는 올림픽 때문에 올림픽기간 중에는 시즌이 축소 되었다.
- 2004년 아테네 올림픽때에는 7월 31일부터 9월 2일까지 휴식 기간 있었다.

- 2008년 베이징 올림픽때에는 7월 28일부터 8월 27일까지 정규시즌 스케줄을 편성하지 않았다.

- 2012년 런던 올림픽때에는 7월 14일부터 8월 15일까지 올림픽 휴식기간 있었다.

- 2016년 리우데자네이루 올림픽때에는 7월 23일부터 8월 25일까지 정규시즌 스케줄을 편성하지 않았다.

- 2020년(코로나-19 대유행으로 인해 2021년에 개최됨) 도쿄 올림픽때에는 2021년 7월 23일부터 8월 8일까지 올림픽 휴식기간 있었다.

- 2024년 파리 올림픽때에는 7월 26일부터 8월 11일까지 올림픽 휴식기간 있었다.

## 같이 보기
- 미국 여자 농구 국가대표팀
- 전미 농구 협회
- 아메리칸 농구 협회
- NBA G 리그
- 미국 농구 연맹
- 미국 여자 농구 협회
- 아메리칸 여자 농구 협회
- 언라이벌드